# (319) Leona
(319) Leona ist ein Asteroid jenseits des äußeren Hauptgürtels, der am 8. Oktober 1891 vom französischen Astronomen Auguste Charlois am Observatoire de Nice entdeckt wurde.
Ein Bezug dieses Namens zu einer Person oder einem Ereignis ist nicht bekannt.
(319) Leona wird zwar zu den Hauptgürtelasteroiden gezählt, bewegt sich aber außerhalb der Hecuba-Lücke und ist damit ein Mitglied der Cybele-Gruppe.

## Wissenschaftliche Auswertung
Aus Ergebnissen der IRAS Minor Planet Survey (IMPS) wurden 1992 Angaben zu Durchmesser und Albedo für zahlreiche Asteroiden abgeleitet, darunter auch (319) Leona, für die damals Werte von 68,1 km bzw. 0,05 erhalten wurden. Mit dem Satelliten Midcourse Space Experiment (MSX) wurden 1996 bis 1997 im Rahmen der Infrared Minor Planet Survey (MIMPS) Daten gewonnen, aus denen für den Asteroiden Werte für den mittleren Durchmesser und die Albedo von 80,7 km bzw. 0,03 bestimmt wurden. Eine Auswertung von Beobachtungen durch das Projekt NEOWISE im nahen Infrarot führte 2011 zu vorläufigen Werten für den Durchmesser und die Albedo im sichtbaren Bereich von 54,1 km bzw. 0,04. Nach neuen Messungen mit NEOWISE wurden die Werte 2014 auf 49,9 km bzw. 0,08 korrigiert. Nach der Reaktivierung von NEOWISE im Jahr 2013 und Registrierung neuer Daten wurden die Werte 2016 angegeben mit 89,0 km bzw. 0,02, diese Angaben beinhalten aber hohe Unsicherheiten.
Photometrische Messungen des Asteroiden fanden statt vom 14. Februar bis 20. April 2013 am Elephant Head Observatory in Arizona. Während neun Nächten wurde dabei nur eine stark verrauschte Lichtkurve aufgezeichnet, aus der für die Rotationsperiode ein Wert von 14,9 h abgeleitet wurde. Wegen der flachen Lichtkurve wurden aber weitere Beobachtungen als notwendig erachtet. Diese erfolgten vom 4. August bis 6. Dezember 2016 am Organ Mesa Observatory in New Mexico. Dabei konnte als Erklärung für die unspezifische Lichtkurve bei der früheren Beobachtung gefunden werden, dass (319) Leona ein sehr langsamer Rotator ist, der zudem mit einer noch wesentlich langsameren Periode um seine Hauptrotationsachse taumelt. Es wurden dafür Werte von 430 ± 2 h und etwa 1084 ± 10 h abgeleitet.

## Bedeckung des Sterns Beteigeuze durch (319) Leona
Für den 12. Dezember 2023 wurde eine Bedeckung des hellen Sterns Beteigeuze (α Ori) durch (319) Leona vorausberechnet. Sternbedeckungen durch Asteroiden kommen häufig vor, die Abdeckung der quasi-punktförmigen Lichtquelle des Sterns durch den flächigen Asteroiden in einem schmalen Streifen auf der Erde führt dann für kurze Zeit zu einer beobachtbaren Absenkung der normalen Helligkeit des Sterns auf die aktuelle Helligkeit des Asteroiden. Aus mehreren über den Schattenstreifen verteilten Beobachtungen lässt sich daraus auch die Umrissgestalt und die Größe des Asteroiden bestimmen.
Bei Beteigeuze war die Situation nicht ganz so einfach: Es handelt sich bei ihm um einen sehr großen roten Riesenstern von fast 800-facher Größe der Sonne, der nicht mehr als Punktlichtquelle anzusehen ist, sondern von der Erde aus gesehen mit etwa 50″ eine Winkelausdehnung hat, die nahe bei der des Asteroiden (319) Leona liegt. Technisch gesehen sollte also nicht eine Bedeckung (Okkultation) zu beobachten sein, sondern ein Durchgang (Transit) des Asteroiden vor Beteigeuze. Dies verlieh dem Ereignis ein besonderes wissenschaftliches Interesse, denn man erhoffte sich bei dieser außergewöhnlichen und einzigartigen Gelegenheit, die Helligkeitsverteilung der Photosphäre von Beteigeuze mit extremer Winkelauflösung zu analysieren.

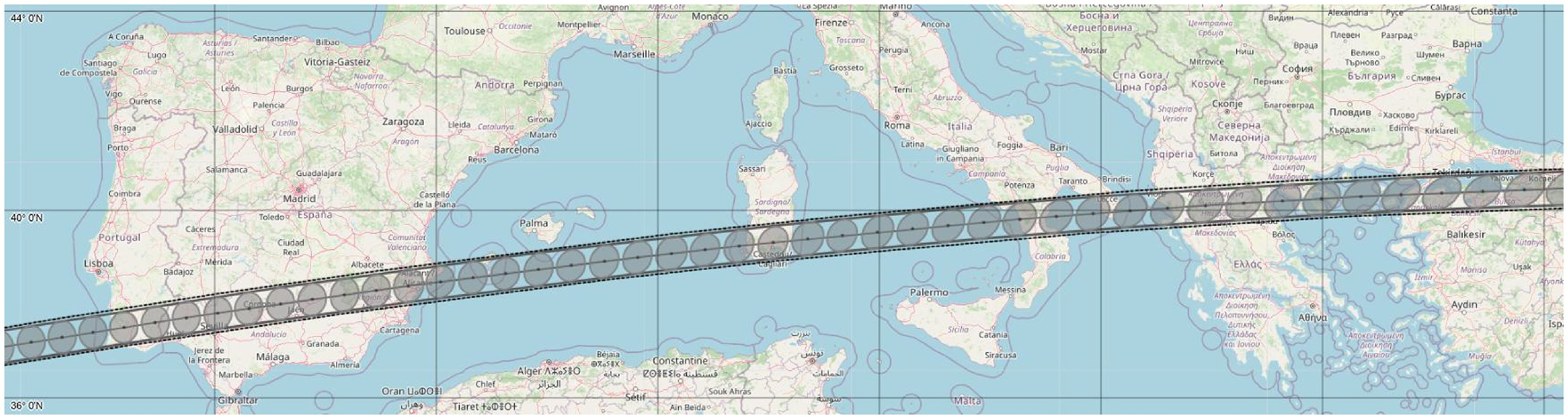
Vorausberechneter Pfad der Bedeckung von Beteigeuze durch (319) Leona über Europa am 12. Dezember 2023

Bis kurz davor lagen über (319) Leona aber nur wenige gesicherte Erkenntnisse vor und es gab nur voneinander abweichende Schätzungen zu ihrer Größe und gar keine zu ihrer Gestalt. Bereits drei Monate vor der Bedeckung von Beteigeuze konnte aber am 13. September 2023 bereits die Bedeckung eines Sterns 12. Größe durch (319) Leona durch zahlreiche Beobachter in Südspanien verfolgt werden. Die Auswertung ergab für den Asteroiden einen länglichen Körper mit Achsen von etwa 80 × 55 km, entsprechend einem effektiven Durchmesser von 66 ± 2 km. Photometrische Daten wiesen auf eine Rotationsperiode von 321 h und eine Präzessionsperiode von 766 h hin, andere Werte schienen aber auch möglich.
Ziel einer weiteren Untersuchung war daher die Erstellung eines Gestaltmodells und Bestimmung der Rotationsachse des Asteroiden. Nach Vorliegen eines solchen Modells könnte seine Projektion für den Zeitpunkt der Bedeckung berechnet werden, um damit die Bedeckungszeitpunkte zu analysieren und wertvolle Informationen über Beteigeuze selbst abzuleiten.
Neben einer vorläufigen Auswertung noch vor der Beteigeuze-Bedeckung wurden dazu auch noch im Nachgang die bis dahin verfügbaren photometrischen Daten von (319) Leona durch neue Beobachtungen ergänzt: Vom November 2023 bis Januar 2024 am Organ Mesa Observatory und am Observatorio Nuevos Horizontes in Spanien, vom 17. September 2023 bis 24. Februar 2024 mit den ferngesteuerten Teleskopen TRAPPIST-North am Oukaïmeden-Observatorium in Marokko und TRAPPIST-South am La-Silla-Observatorium in Chile, vom 23. September bis 19. Dezember 2023 am Observatorio Astrofisico de Javalambre in Spanien, vom September bis Oktober 2023 am Observatorio del Teide auf Teneriffa sowie durch zahlreiche Beobachtungen von Amateurastronomen. Es konnte daraus zunächst ein dreiachsig-ellipsoidisches Modell berechnet werden. Anschließend ergab die Anwendung der Methode der konvexen Inversion ein konvexes dreidimensionales Gestaltmodell für zwei alternative Rotationsachsen.
Ein Vergleich dieses Gestaltmodells mit den Beobachtungsdaten dreier Sternbedeckungen durch (319) Leona vom 13. September (siehe oben), 16. September und 30. November 2023 führte zum Ausschluss einer der alternativen Rotationsachsen, außerdem konnte das konvexe Gestaltmodell zu einem volumenäquivalenten Durchmesser von 59,1 ± 0,9 km und einer geometrischen Albedo von 0,07 skaliert werden. Der taumelnde Rotationszustand konnte bestätigt und Perioden von 314,3 h und 1172,2 h eindeutig bestimmt werden.
Die Auswertung der Okkultationsdaten ermöglichte aber darüber hinaus mit dem Algorithmus Knitted Occultation, Adaptive-optics, and Lightcurve Analysis (KOALA) auch die Modellierung eines nicht-konvexen Gestaltmodells des Asteroiden mit Konkavitäten und einem volumenäquivalenten Durchmesser von 59,5 km. Damit ließ sich auch mit großer Genauigkeit der sichtbare Querschnitt des Asteroiden während der Bedeckung von Beteigeuze angeben.
Bei einer Beobachtung der Bedeckung am AstroCamp Observatory in Spanien konnte ein Helligkeitsabfall von Beteigeuze um 78 % beobachtet und mit einem angenommenen Durchmesser von (319) Leona von 66 km für Beteigeuze ein Winkeldurchmesser von 57,3″ bestimmt werden.